# Лежахів
Лежахів (пол. Leżachów) — розташоване на Закерзонні село в Польщі, у гміні Сенява Переворського повіту Підкарпатського воєводства.
Населення — 500 осіб (2011).

## Історія
Перша згадка про село зустрічається в 1470 р.
Відповідно до "Географічного словника Королівства Польського" в 1880 році Лежахів знаходився в Ярославському повіті Королівства Галичини і Володимирії, на відстані 4,5 км від Сіняви. Попри півтисячолітню латинізацію в селі не було власної римо-католицької парафії, латинники належали до парафії в Сіняві. Натомість в селі була греко-католицька парафія Ярославського деканату Перемишльської єпархії. Населення становило 769 мешканців, у тому числі 30 римо-католиків, 733 греко-католики і 6 євреїв.
1910 року у селі було відкрито читальню "Просвіти". В Ярославському повіті вона займала друге місце за кількістю книг — 316 (станом на кінець 1930-х рр.). 190 жителів села були членами читальні (другий показник в повіті).
1926 року в Лежахові було створено кооператив "Єдність".
На 01.01.1939 в селі проживало 1010 мешканців, з них 720 українців-грекокатоликів, 110 українців-римокатоликів, 70 поляків, 100 польських колоністів міжвоєнного періоду, 10 євреїв. Село належало до ґміни Сенява Ярославського повіту Львівського воєводства.
У середині вересня 1939 року німці окупували село, однак вже 28 вересня 1939 року мусили відступити, оскільки за пактом Ріббентропа-Молотова правобережжя Сяну належало до радянської зони впливу. 27.11.1939 постановою Верховної Ради УРСР село у складі правобережної частини Ярославського повіту в ході утворення Львівської області включене до Любачівського повіту, а 17 січня 1940 року включене до Синявського району. В червні 1941, з початком Радянсько-німецької війни, село знову було окуповане німцями. В липні 1944 року радянські війська заволоділи селом, а в жовтні 1944 року правобережжя Сяну зі складу Львівської області передано Польщі.
Польські партизани пограбували будинки і кинули українських мешканців з мосту на річку Сян і розстріляли їх на воді. 18 квітня 1945 р. спалили половину села і вбили 10 осіб. У травні 1945 р. з села було переселено 72 українські сім'ї (287 осіб). Переселенці опинилися в селах Тернопільської, Львівської та Станіславської областей. Решту українців (38 осіб) у червні 1947 р. депортовано на понімецькі землі.
У 1975-1998 роках село належало до Перемишльського воєводства.

## Церква
Податковий реєстр 1515 року документує сплату податку попом, отже вже тоді в селі була церква.
У селі знаходиться дерев’яний костел Найсвятішого серця Ісуса, який колись був греко-католицькою церквою святого Микити. 1796 року Шимон Дзьобек (тесля) збудував нову дерев'яну церкву на місці старої, знищеної пожежею. Це була парафіяльна церква, яка належала до Ярославського деканату. В 1831 р. до парафії входили також Черче, Гайди, Ходані, Слоти, Цідили; було 614 парафіян. Після Першої світової війни (1924 року) перейшла до Сінявського деканату Перемишльської єпархії.

## Демографія
Демографічна структура станом на 31 березня 2011 року:
|          | Загалом | Допрацездатний вік | Працездатний вік | Постпрацездатний вік |
| -------- | ------- | ------------------ | ---------------- | -------------------- |
| Чоловіки | 244     | 61                 | 159              | 24                   |
| Жінки    | 256     | 55                 | 150              | 51                   |
| Разом    | 500     | 116                | 309              | 75                   |